# 7. Golden Globe-gála
A 7. Golden Globe-gálára 1950. február 23-án került sor, az 1949-ben mozikba került amerikai filmeket díjazó rendezvényt a los angelesi Hollywood Roosevelt Hotelben tartották meg.

## Filmes díjak
A nyertesek félkövérrel jelölve.

### Legjobb film
- A király összes embere
- Come to The Stable

### Legjobb férfi főszereplő
- Broderick Crawford – A király összes embere
- Richard Todd – The Hasty Heart

### Legjobb női főszereplő
- Olivia de Havilland – Az örökösnő
- Deborah Kerr – Edward fiam

### Legjobb férfi mellékszereplő
- James Whitmore – Csatatér
- David Brian – Intruder in the Dust

### Legjobb női mellékszereplő
- Mercedes McCambridge – A király összes embere
- Miriam Hopkins – Az örökösnő

### Legjobb rendező
- Robert Rossen – A király összes embere
- William Wyler – Az örökösnő

### Legjobb forgatókönyv
- Robert Pirosh – Csatatér
- Walter Doniger – Rope of Sand

### Legjobb zene
- Johnny Green – A főfelügyelő
- George Duning – A király összes embere

### Legjobb operatőr fekete-fehér filmnél
- Franz F. Planer – Champion
- Burnett Guffey – A király összes embere

### Legjobb operatőr színes filmnél
- Walt Disney – Ichabod és Mr. Toad kalandjai
- Harold Rosson – Egy nap New Yorkban

### Legjobb idegen nyelvű film
- Biciklitolvajok, Olaszország
- Ledőlt bálvány, Egyesült Királyság

### Legjobb film a nemzeti összefogásban
- The Hasty Heart
- Monsieur Vincent

### Az év felfedezett színésze
- Richard Todd – The Hasty Heart
- Juano Hernandez – Intruder in the Dust

### Az év felfedezett színésznője
- Mercedes McCambridge – A király összes embere
- Ruth Roman – Champion

## Fordítás
Ez a szócikk részben vagy egészben  a(z)   7th Golden Globe Awards című angol Wikipédia-szócikk fordításán alapul.  Az eredeti cikk szerkesztőit annak laptörténete sorolja fel. Ez a jelzés csupán a megfogalmazás eredetét és a szerzői jogokat jelzi, nem szolgál a cikkben szereplő információk forrásmegjelöléseként.